# Spodnje Grušovlje
Spodnje Grušovlje – wieś w Słowenii, w gminie Žalec. W 2018 roku liczyła 114 mieszkańców.